# 프리머스 (영화관)
프리머스(Primus)는 대한민국의 멀티플렉스 영화관으로 2016년 1월까지 운영되었다. 2005년 3월 CGV가 지분 70%를 인수하였다. 순수 대한민국 자본으로 운영하였으며 브랜딩 효율화 차원에서 2013년 6월 21일 CGV와 흡수 합병되었다. 현재 모든 점포들이 동일 계열의 CGV로 전환되거나 롯데시네마, 메가박스 등의 다른 브랜드로 넘어갔다. CJ 계열임에도 CJ ONE 멤버십 대신 자체적인 멤버십 서비스로 운영했으며, 또 CGV와 달리 예약대행 사이트에서 좌석 선택이 가능했었다.
2016년 1월 31일 목포점의 영업이 종료되었다. 이 마지막 지점의 영업종료로 현재는 역사속으로 사라졌다. 이후 5개월이 지난 동년 6월 30일을 마지막으로 브랜드도 폐지되었다. 즉, 이미 CGV와 인수인계 및 합병된 상태이기 때문에, 1544-5522로 유선전화를 해도 CGV 고객센터로 취급받은 상태이다.  

## 과거 영업 점포
- 프리머스 목포: 2016년 1월 31일자로 영업 중단 (현재 메가박스 목포하당)
- 프리머스 김천: 2015년 9월 30일자로 영업 중단 (현재 메가박스 김천)
- 프리머스 안산메가넥스: 2015년 6월 7일자로 영업 중단 (현재 메가박스 안산중앙)
- 프리머스 오산: 2015년 1월 1일자로 영업 중단 (이후 메가박스 오산으로 전환되었다가 롯데시네마로 전환후 2024년 12월 31일 부로 폐점)
- 프리머스 춘천: 2014년 5월 1일자로 CGV 춘천명동점으로 전환 (이후 CGV도 영업종료 후 폐업)
- 프리머스 안동: 2014년 4월 16일자로 영업 중단 (현재 메가박스 안동)
- 프리머스 평택: 2014년 4월 1일자로 CGV 평택비전점으로 전환 (이후 롯데시네마로 잠시 전환되었다가 현재는 메가박스 평택비전으로 전환)
- 프리머스 광명: 2014년 1월 중 CGV 광명철산점으로 전환
- 프리머스 해운대: 2013년 12월 29일자로 영업 중단 (현재 롯데시네마 해운대)
- 프리머스 청주: 2013년 12월 20일자로 CGV 청주터미널점으로 전환
- 프리머스 김포: 2013년 9월 12일자로 CGV 김포점으로 전환
- 프리머스 노원: 2013년 9월 중 CGV 하계점으로 전환
- 프리머스 진주: 2013년 8월 1일자로 영업 중단 (현재 메가박스 진주)
- 프리머스 독산: 2013년 7월 1일자로 CGV 독산점으로 전환 (현재 롯데시네마 독산)
- 프리머스 부천소풍: 2013년 7월 1일자로 CGV 부천소풍점으로 전환
- 프리머스 화명: 2013년 7월 1일자로 CGV 화명점으로 전환 (현재 메가박스 화명)
- 프리머스 대구수성: 2013년 5월 23일자로 CGV 대구수성점으로 전환
- 프리머스 평촌: 2013년 5월 16일자로 CGV 범계점으로 전환
- 프리머스 덕천: 2013년 5월 1일자로 영업 중단 (현재 메가박스 덕천)
- 프리머스 장안: 2012년 12월 20일자로 영업 중단 (현재 롯데시네마 장안)
- 프리머스 화정: 2012년 9월 11일자로 CGV 화정점으로 전환
- 프리머스 원주: 2012년 9월 5일자로 CGV 원주점으로 전환 (이후 CGV도 영업종료 후 폐업)
- 프리머스 강릉: 2012년 6월 14일자로 CGV 강릉점으로 전환
- 프리머스 광주제일: 2010년 11월 25일자로 영업 중단 (현재 롯데시네마 충장로)
- 프리머스 순천: 2010년 10월 15일자로 CGV 순천점으로 전환
- 프리머스 피카디리: 2010년 6월 21일자로 영업 중단 (현재 CGV 피카디리)
- 프리머스 칠곡: 2010년 6월 10일자로 영업 중단 (현재 롯데시네마 프리미엄 칠곡)
- 프리머스 공주: 2010년 1월 27일자로 영업 중단 (현재 메가박스 공주)
- 프리머스 대구아카데미: 2009년 11월 26일자로 영업 중단 (현재 CGV 대구아카데미)
- 프리머스 연신내: 2009년 10월 31일자로 영업 중단 (현재 메가박스 은평)
- 프리머스 대전둔산: 2009년 7월 16일자로 CGV 대전둔산점으로 전환 (이후 롯데시네마도 영업종료 후 폐점)
- 프리머스 송천: 2009년 5월 31일자로 영업 중단 (현재 메가박스 송천 이후 메가박스도 영업종료 후 폐점)
- 프리머스 경주: 2009년 5월 31일자로 영업 중단 (현재 롯데시네마 경주)
- 프리머스 포항: 2009년 4월 20일자로 영업 중단 (현재 롯데시네마 포항)
- 프리머스 안산: 2008년 12월 1일자로 영업 중단 (현재 롯데시네마 안산고잔)